# Municipio de Ovid (condado de Clinton)
El municipio de Ovid (en inglés: Ovid Township) es un municipio ubicado en el condado de Clinton en el estado estadounidense de Míchigan. En el año 2010 tenía una población de 3795 habitantes y una densidad poblacional de 40,71 personas por km².

## Geografía
El municipio de Ovid se encuentra ubicado en las coordenadas 42°59′11″N 84°24′24″O / 42.98639, -84.40667. Según la Oficina del Censo de los Estados Unidos, el municipio tiene una superficie total de 93.23 km², de la cual 92.82 km² corresponden a tierra firme y (0.44%) 0.41 km² es agua.

## Demografía
Según el censo de 2010, había 3795 personas residiendo en el municipio de Ovid. La densidad de población era de 40,71 hab./km². De los 3795 habitantes, el municipio de Ovid estaba compuesto por el 95.94% blancos, el 0.69% eran afroamericanos, el 0.34% eran amerindios, el 0.18% eran asiáticos, el 0.05% eran isleños del Pacífico, el 1.13% eran de otras razas y el 1.66% pertenecían a dos o más razas. Del total de la población el 4.16% eran hispanos o latinos de cualquier raza.